# كورنيليوس ليمان
كورنيليوس ليمان (بالإنجليزية: Cornelius Lyman) هو سياسي أمريكي، ولد في 14 أكتوبر 1846 في فارمنغتون في الولايات المتحدة، وتوفي في 16 يونيو 1926 في دايتون في الولايات المتحدة. حزبياً، نشط في الحزب الجمهوري. وقد انتخب عضو مجلس نواب واشنطن.